# Grapevine Mountains
Grapevine Mountains je pohoří na východě Kalifornie a na jihu Nevady. Tvoří severní část pohoří Amargosa Range. Leží na území Inyo County, Esmeralda County a Nye County.
Nejvyšší hora pohoří Grapevine Peak (2 663 m) je také nejvyšší horou pohoří Amargosa Range.
Grapevine Mountains leží severně od známého údolí Death Valley a většina pohoří je součástí Národního parku Death Valley.